# OFAB-250-270
OFAB-250-270 (ros. ОФАБ-250-270) – radziecka bomba odłamkowo-burząca.